# Oncocnemis youngi
Oncocnemis youngi är en fjärilsart som beskrevs av Mcdunnough 1922. Oncocnemis youngi ingår i släktet Oncocnemis och familjen nattflyn. Inga underarter finns listade i Catalogue of Life.